# 名東區
名東區（日语：／ Meitō ku */?），為位於日本愛知縣名古屋市東部的區，轄區位於名古屋市東側的丘陵地帶中，自1950年代後開始興建大量住宅區，現在藉由名古屋市營地下鐵東山線可在約二十分鐘抵達名古屋市的市中心，

## 歷史
在令制國時代時本地最初屬於尾張國山田郡，大約在16世紀中山田郡被廢除後才改劃入愛知郡；17世紀進入江戶時代後，大部分區域都成為尾張藩的領地，19世紀末明治維新實施廢藩置縣後改隸屬名古屋縣，在1872年的第一次府縣整併後繼續隸屬新整併而成的名古屋縣，而名古屋縣在四個月後更名為愛知縣。
1878年名古屋城下的區域設立為名古屋區，名古屋區在1889年成為名古屋市，而現在的名東區在當時仍未屬於名古屋市，而是分屬高社村和豬子石村兩個行政區劃，這兩村在1906年合併為豬高村，後於1955年被併入名古屋市，最初被劃入千種區，直到1975年以原豬高村的區域為主體，劃出新設立為名東區。

## 交通
區內往東通往長久手市、豐田市的愛知高速交通東部丘陵線為配合2005年愛知萬國博覽會所規劃興建的磁浮路線，目前為日本唯一商業營運中的磁浮路線。

### 鐵道
- 名古屋市營地下鐵
  - 東山線：（←名古屋市千種區） - 一社站 - 上社站 - 本鄉站 - 藤丘站
- 愛知高速交通
  - 東部丘陵線：藤丘站 - （長久手市→）

## 外部連結
- （日語） 名古屋市名東区役所的X（前Twitter）